# Трновец Бартоловечки
Трновец Бартоловечки је општина у Вараждинској жупанији, Хрватска. До територијалне реорганизације у Хрватској налазио се у саставу бивше велике општине Вараждин. Седиште општине је насеље Трновец.

## Становништво
На попису становништва 2011. године, општина Трновец Бартоловечки је имала 6.884 становника.